# János Fügedi
János Fügedi (3 luglio 1948) è un ex cestista svedese.

## Carriera
Con la Svezia ha disputato i Campionati europei del 1969.